# Acalypha cuneata
Acalypha cuneata är en törelväxtart som beskrevs av Eduard Friedrich Poeppig. Acalypha cuneata ingår i släktet akalyfor, och familjen törelväxter. Inga underarter finns listade i Catalogue of Life.